# Vinogradi Ludbreški
Vinogradi Ludbreški falu Horvátországban, Varasd megyében. Közigazgatásilag Ludbreghez tartozik.

## Fekvése
Ludbregtől 2 km-re délre a Kemléki-hegység északi nyúlványain fekszik.

## Története
Eredetileg Ludbreg város szőlőhegye volt, amelyet neve is tükröz, melynek fordítása: Ludbregi szőlőhegyek. Önálló településként csak 1948-óta számítják, akkor 658-an lakták. 2001-ben 191 háza és 564 lakosa volt.

## Külső hivatkozások
- Ludbreg város hivatalos oldala